# A162 (Russland)
Die A162 (früher R297) ist eine Fernstraße mit föderaler Bedeutung in der russischen Teilrepublik Nordossetien-Alanien. Sie führt von der Hauptstadt Wladikawkas in westlicher Richtung in die Stadt Alagir. Damit verbindet sie die Straße A161, die hier Teil der Europastraße 117 ist, mit der A164 (Transkam).